# Lotsāva
Lotsāva, anche Lotsawa  (tibetano: ལོ་ཙཱ་བ་; Wylie: lo tsa ba; derivato da  locchāva corruzione del sanscrito lokacākṣus (लोकचाक्षुस्)  lett. "Occhio del Mondo" o anche "Colui che apre gli occhi del mondo") è una parola tibetana usata come titolo per riferirsi ai traduttori tibetani nativi, come Vairotsana, Rinchen Zangpo, Marpa e altri, che lavorarono a fianco degli studiosi indiani o pandita per tradurre i testi del canone buddista in tibetano dal sanscrito, dal cinese e da altre lingue asiatiche. Il termine si usa anche per riferirsi ai moderni traduttori dei testi buddisti tibetani.
Yeshe De (Wylie: ye shes sde), un Nyingmapa, fu il principale lotsāva della prima ondata di traduzioni dal sanscrito al tibetano.
Yudra Nyingpo (Wylie: gyu sgra snying po), uno dei principali discepoli di Vairotsana, fu anche un importante lotsāva della prima fase di traduzione di testi in tibetano.